# БА-11
БА-11 — советский бронеавтомобиль на базе армейского грузового автомобиля повышенной проходимости ЗИС-6.

## История
В течение 1936—1937 годов на Московском автозаводе № 1 проектировалось специальное укороченное шасси ЗИС-6К с двигателем увеличенной мощности, опущенным на раме вниз, и с дополнительным задним рулём. Был построен макетный образец машины. Положительные результаты этой работы позволили приступить зимой 1938 года к созданию нового тяжёлого бронеавтомобиля БА-11 (шасси — ЗИС-34). Компоновку делал инженер А. С. Айзенберг, шасси занимались конструкторы Д. В. Саломатин, Б. М. Фиттерман, В. Н. Смолин и другие. Одновременно на Ижорском заводе под руководством инженера А. Н. Баранова проектировался достаточно совершенный по тем временам бронекорпус.
К концу 1938 года на ЗИСе уже были собраны экспериментальные шасси с макетными бронекорпусами, а в марте 1939 года Ижорский завод построил первый прототип бронеавтомобиля БА-11.
После проведения испытаний Московский автозавод начал осваивать конвейерную сборку шасси ЗИС-34. Первые 5 БА-11 установочной партии были готовы в июне, ещё 8 в июле и 3 в августе 1940 года. Осенью на один серийный БА-11 установили дизельный двигатель ЗиС Д-7.
Широко развернуть производство не удалось — серийный выпуск перенесли на 1941 год, потребовав от Ижорского завода устранить все выявленные недостатки и подготовить необходимую для этого документацию. Начало войны окончательно поставило крест на машине.

## Конструкция

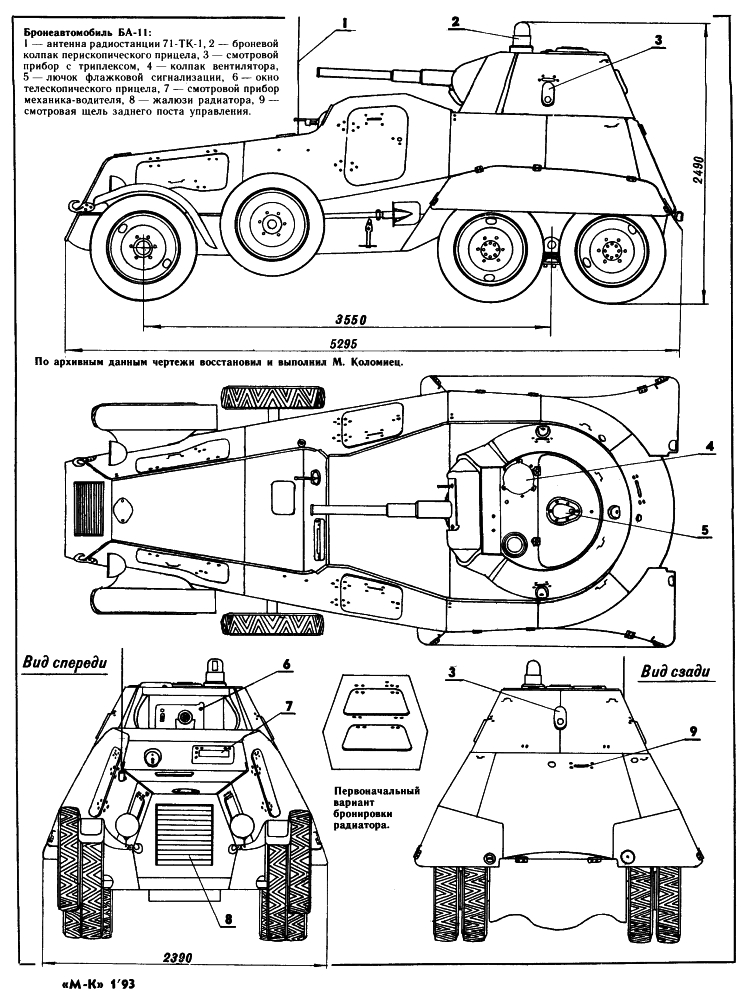
Чертёж БА-11.

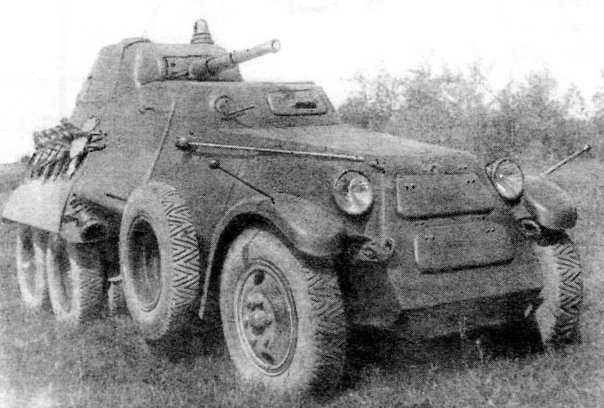
БА-11, 1940 год.

Стандартный «зисовский» двигатель был форсирован до 93 л. с. (с алюминиевой головкой — до 99 л. с.), в основном за счет увеличения степени сжатия и частоты вращения и улучшения наполнения цилиндров. Надёжность его работы на бронемашине повышало дублированное зажигание — от магнето и от батареи. Свечи были экранированы, чтобы не создавать помех радиоприёму. Наличие реверса в демультипликаторе в сумме давало 9 передач вперед и 6 — назад, причём скорость заднего хода достигала 90 % от переднего. Был оборудован полноценный задний пост управления. Имелся механизм ручного запуска двигателя изнутри машины. Раму укоротили на 400 мм; соответственно сократили и базу (на 350 мм). Был усилен передний мост. Пулестойкие шины увеличенного размера имели крупные грунтозацепы. Проходимость машины повышали гусеничные цепи «Оверолл», надеваемые на колёса задней тележки, и запасные колёса по бортам с возможностью их вращения, тогда общепринятые. БА-11 мог преодолевать подъём по грунту до 22°. Приземистый корпус его с наклонным расположением всех бронелистов увеличенной толщины должен был надёжно защищать экипаж от бронебойных и крупнокалиберных пуль, отдельных осколков. Низкая башня рациональной формы, хотя и несла такое же орудие, как и основные бронеавтомобили и танки Красной Армии (более мощной пушки с умеренной силой отдачи тогда ещё не было), зато боекомплект к ней увеличился до 114 снарядов. Машина была достаточно устойчивой при стрельбе. Пулемётов снова стало два (всего 3 087 патронов) — спаренный с пушкой и в шаровой установке на лобовом листе, огонь из которого вёл командир. Он же работал и на дуплексной радиостанции. Экипаж имел пулестойкие приборы наблюдения ПТ-К.

## Боевое применение

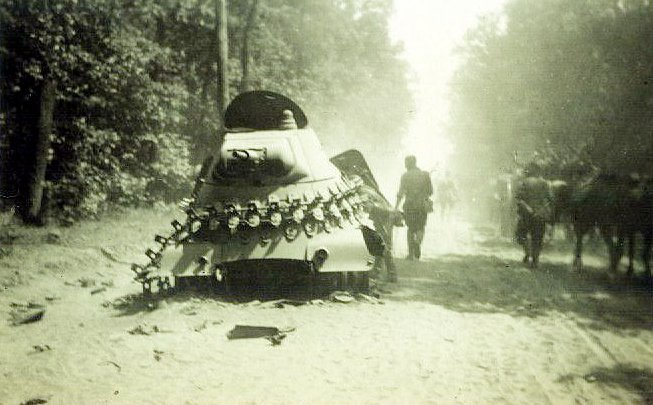
Подбитый БА-11.

На 1 июня 1941 года боевые машины распределялись следующим образом:
- ЛВО — одна единица (ЛБТКУКС), 2-я категория;
- КОВО — 8 единиц, 2-я категория;
- МВО — три единицы (ВАММ), 2-я категория;
- ПриВО — одна единица, 2-я категория;
- Рембазы — две единицы, 4-я категория;
- НИАБТП — две единицы (прототип и БА-11Д), 3-я категория

БА-11 применялись на начальном периоде Великой Отечественной войны на Юго-Западном и Ленинградском фронте. По бронезащите и огневой мощи, а также подвижности и запасу хода БА-11 несколько превосходил Т-26. На шоссе же он при такой же мощности двигателя развивал вдвое большую скорость. Это предопределило боевое назначение машины — манёвренная огневая поддержка наступающей пехоты и кавалерии, качественное усиление автоброне-соединений, вооружённых средними машинами, борьба с бронесилами и огневыми точками врага.

## Варианты
В 1940 году на шасси ЗИС-34Д был установлен опытный автомобильный 6-цилиндровый дизель ЗИС-Д-7 (конструкторы П. В. Сметанников, В. А. Будников, И. И. Мочалин) мощностью 96-98 л. с. при 2200 об/мин. В 1941 году первый советский дизельный бронеавтомобиль БА-11Д проходил испытания. Из-за более тяжёлого двигателя масса машины увеличилась до 8,65 т; однако за счёт его большей экономичности запас хода при тех же баках (150 л) возрос на 33 %. Правда, максимальная скорость на шоссе упала до 48 км/ч — надо было менять передаточные числа в главной передаче, но лучшие тяговые характеристики дизеля позволили поднять среднюю скорость на шоссе до 39,8 км/ч, что было неплохо для бронеавтомобиля такого класса. Увеличилась и пожарная безопасность машины. Освоить двигатель Д-7 до войны не успели, однако он послужил основой для создания удачного тракторного 4-цилиндрового дизеля Д-35, получившего широкое распространение после войны.

## Оценка
По вооружению БА-11 превосходил зарубежные образцы тяжёлых бронеавтомобилей, а дизельный БА-11Д вообще не имел аналогов. Однако неполноприводные шасси, даже такие относительно мощные и надёжные, уже не могли обеспечить нужной подвижности по бездорожью. Требовалась трёхосная машина со всеми ведущими колёсами. Такое шасси ЗИС-36 (6 × 6) с шестерёнчатыми задними мостами было изготовлено осенью 1940 года и отправлено для бронирования в Колпино; но появлению нового, более совершенного бронеавтомобиля помешала война. Она же показала, что колёсные бронемашины могут развиваться только на базе полноприводных шасси.

## Галерея
Качественная ходовая копия БА-11 с поворачивающейся башней, настоящей радиостанцией, 45-мм пушкой и двумя пулемётами ДТ построена в историко-культурном комплексе «Линия Сталина». Её презентация состоялась 5 сентября 2020 года.

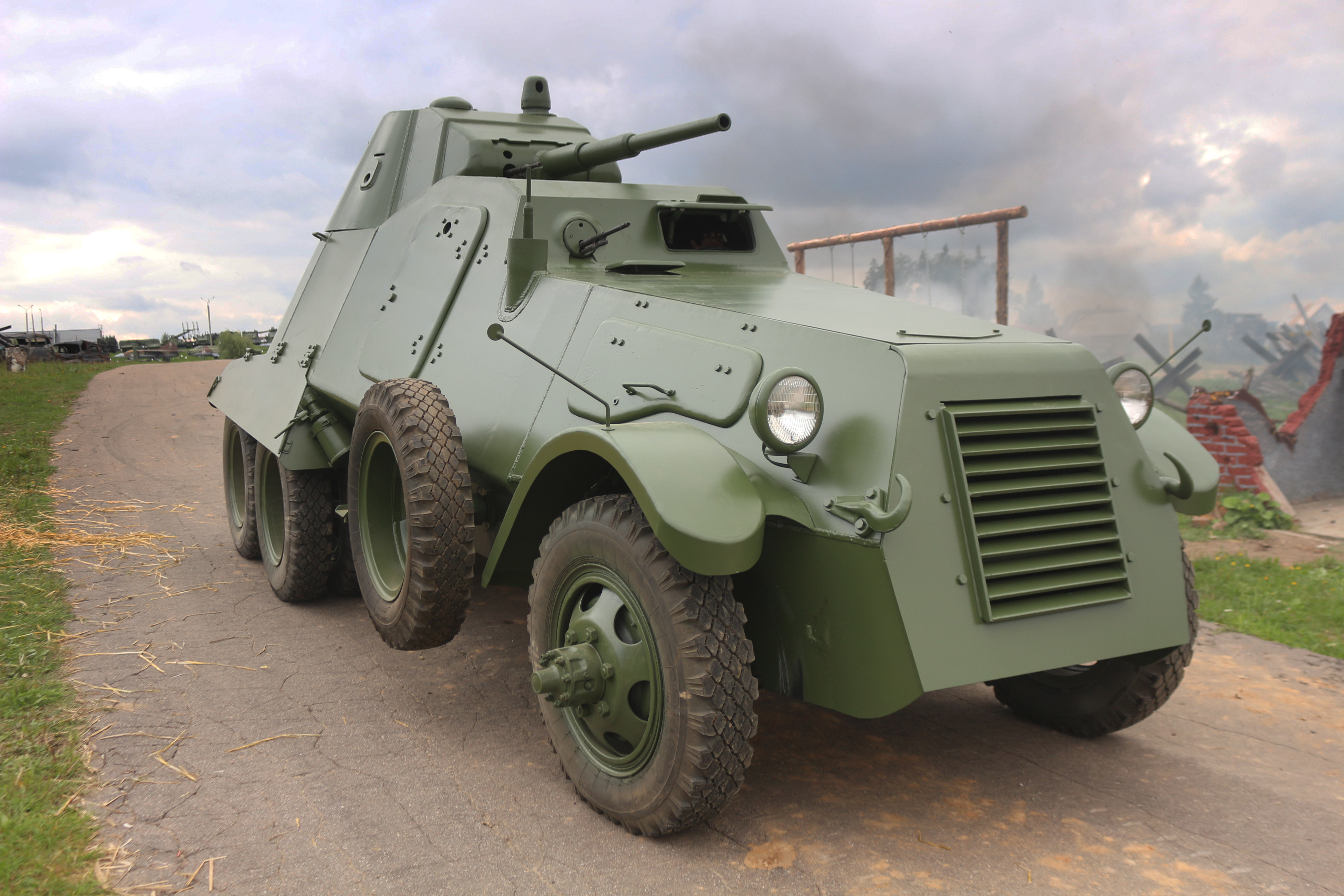
Презентация ходовой копии БА-11 в историко-культурном комплексе «Линия Сталина»
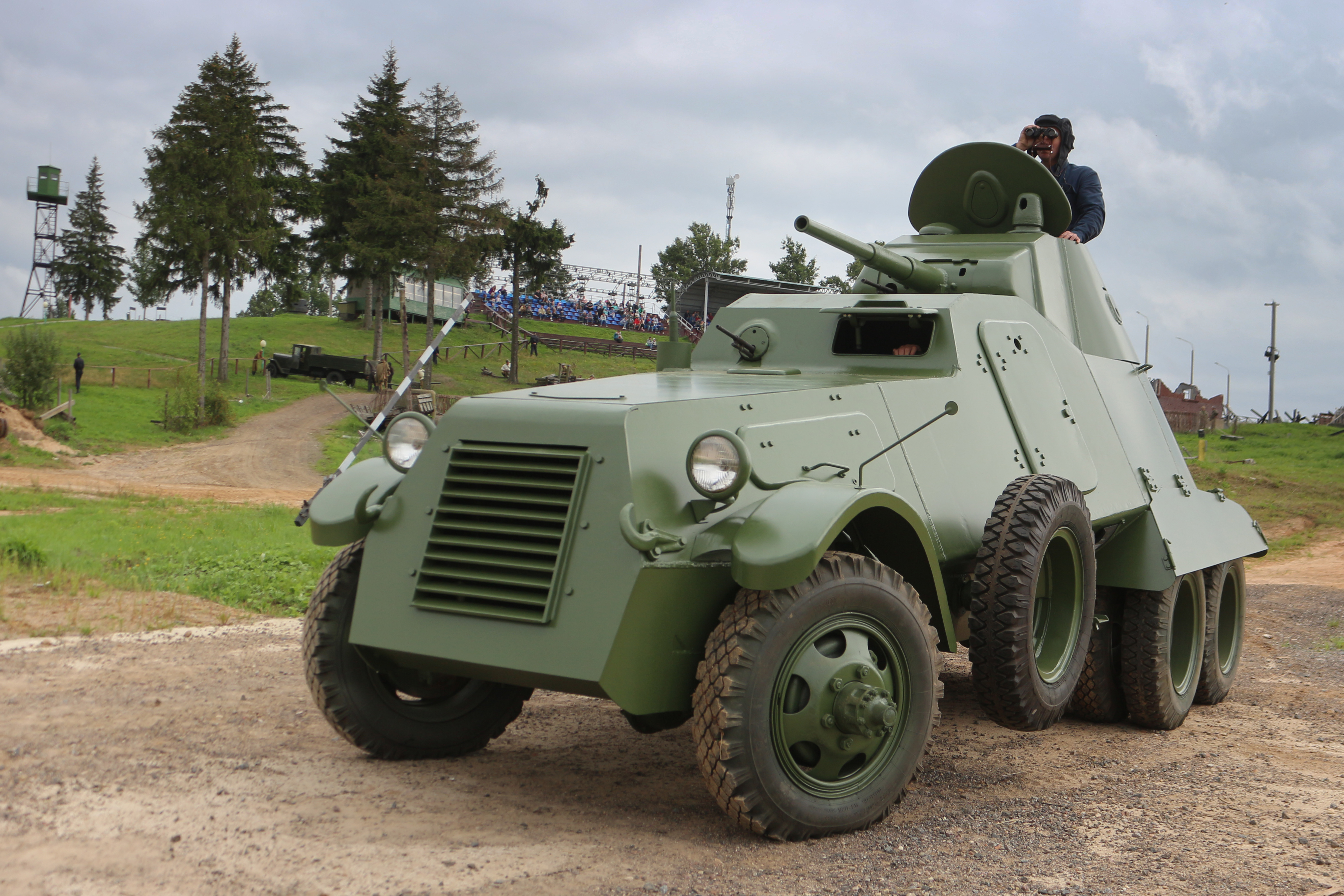
Презентация ходовой копии БА-11 в историко-культурном комплексе «Линия Сталина»
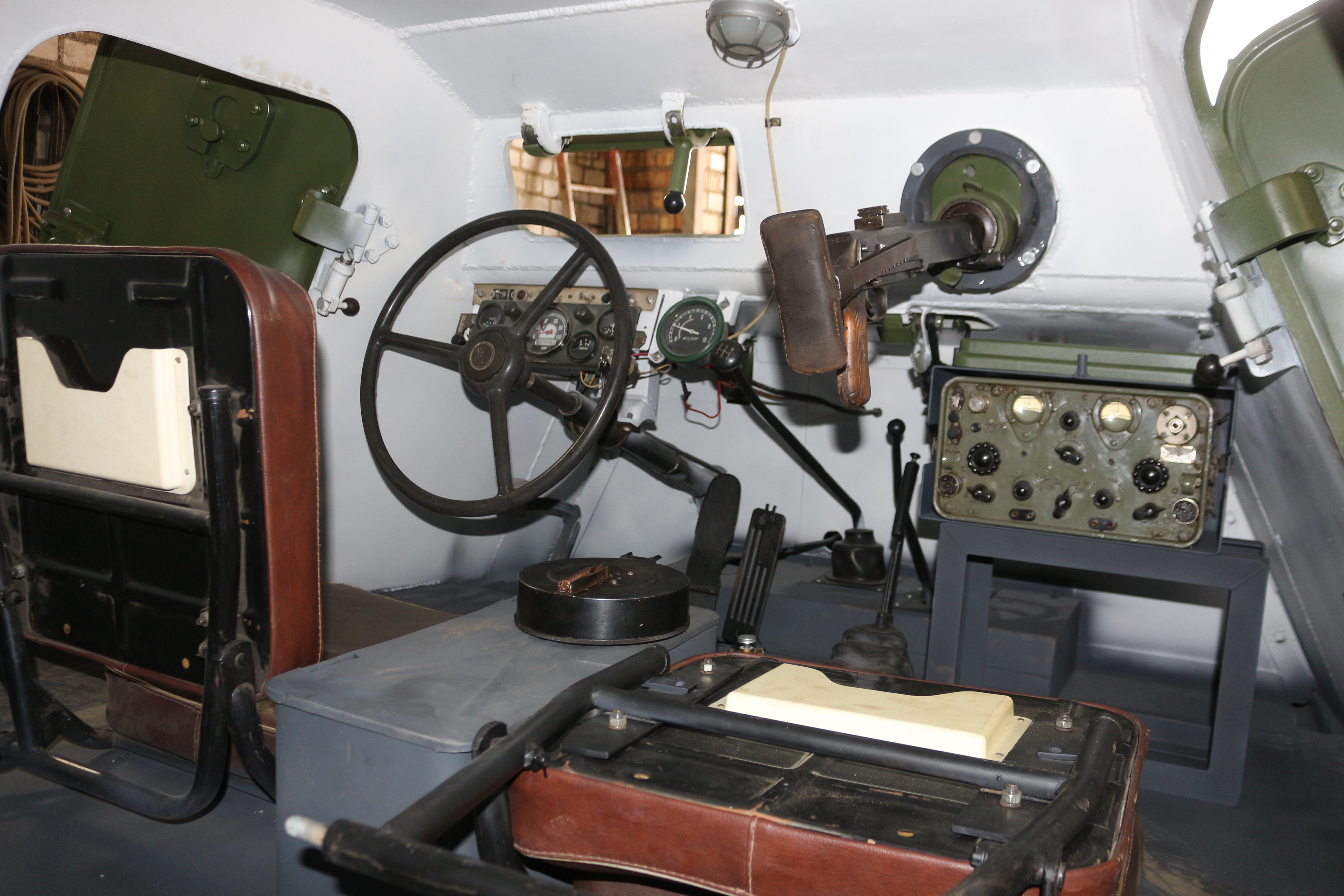
Ходовая копия БА-11 в историко-культурном комплексе «Линия Сталина»